# Шарбонијер (Саона и Лоара)
Шарбонијер (фр. Charbonnières) насеље је и општина у источном делу централне Француске у региону Бургоња, у департману Саона и Лоара која припада префектури Макон.
По подацима из 2011. године у општини је живело 356 становника, а густина насељености је износила 85,37 становника/km². Општина се простире на површини од 4,17 km². Налази се на средњој надморској висини од 220 метара (максималној 277 m, а минималној 181 m).

## Демографија
| 1962. | 1968. | 1975. | 1982. | 1990. | 1999. | 2011. |
| ----- | ----- | ----- | ----- | ----- | ----- | ----- |
| 162   | 178   | 168   | 262   | 280   | 322   | 356   |

График промене броја становника у току последњих година